# Borzoj

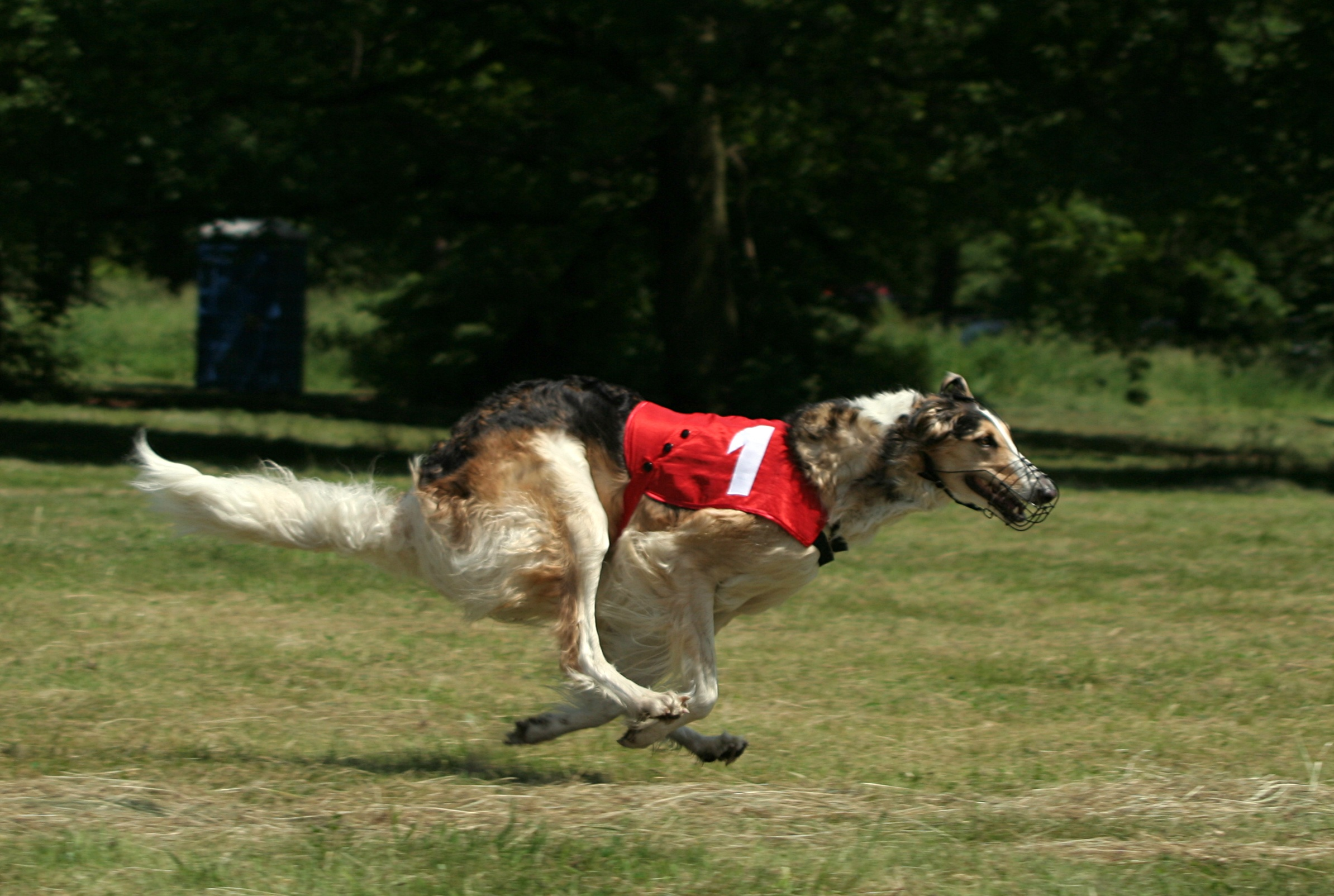
Borzoj podczas coursingu w Świerklańcu.

Borzoj (oryginalna nazwa ros. русская псовая борзая) – rasa psa zaliczana do grupy chartów, wyhodowana w Rosji ze skrzyżowania dawnego charta rosyjskiego z chartami krymskimi i górskimi, użytkowana początkowo do polowań, obecnie również jako pies-towarzysz. Borzoj nazywany jest chartem rosyjskim, ale ta nazwa stosowana jest również w odniesieniu do innych ras i odmian chartów hodowanych na terenie Rosji. Typ chartowaty.

## Klasyfikacja FCI
W klasyfikacji FCI rasa ta została zaliczona do grupy X – charty, sekcja chartów długowłosych. Nie podlega próbom pracy.

## Rys historyczny
Ojczyzną borzoja jest prawdopodobnie Środkowy Wschód. Przodkami tych psów były sprowadzone ze wschodu psy plemion tatarskich, a ich regularną hodowlę przez rosyjską arystokrację specjalnie do polowań na wilki, lisy, zające i jelenie, datować można prawdopodobnie na początki XIV i XV wieku.

## Wygląd

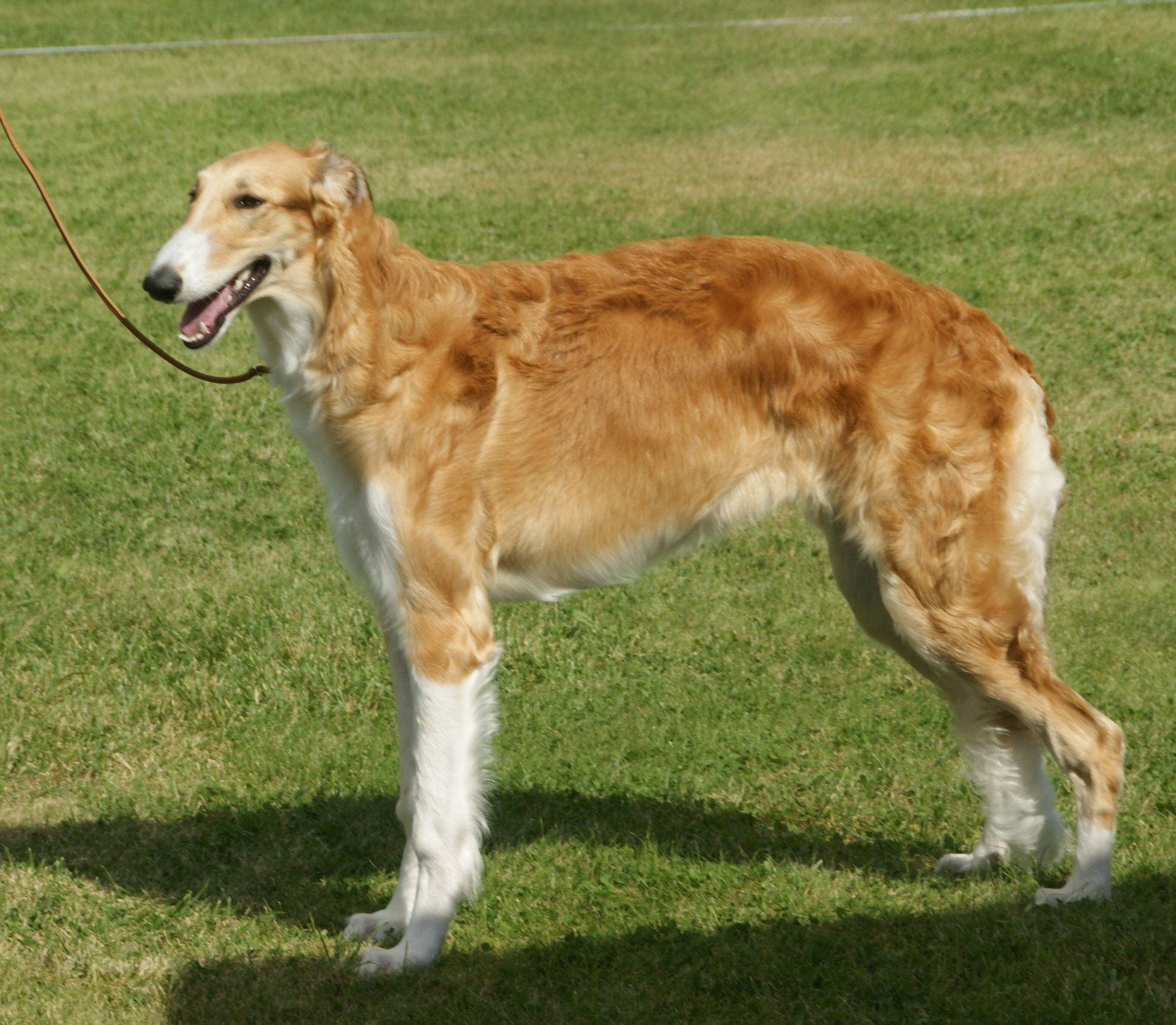
Zdjęcie przedstawiające Borzoja.

Długie, falujące włosie, które dodaje miękkości dosyć kanciastej sylwetce.

### Budowa
Duży, smukły pies. Głowa jest wydłużona. Borzoje budową ciała przypominają greyhoundy, ale są wyższe – to jedna z najwyższych ras psów. Wysokość w kłębie ok. 70 cm, masa ciała ok. 30 kg.

### Szata i umaszczenie
Spotykana barwa umaszczenia może być biała, złota we wszystkich odcieniach, szara, czerwona, czarna z ciemną kufą, jednolita bądź łaciata oraz pręgowana i płaszczowa. Niedopuszczalna jest maść czekoladowa bądź niebieska.

## Zachowanie i charakter
Czułe, posłuszne i oddane swoim właścicielom, są raczej nieufne i podejrzliwe w stosunku do obcych. Cechuje je spokój, tolerancja wobec dzieci.

## Cel hodowli
Rasa wyhodowana do polowań na zające, lisy i wilki, obecnie jest trzymany jako pies do towarzystwa.

## Zdrowie i pielęgnacja
Przyjemny oraz łagodny pies do trzymania w domu pod warunkiem zapewnienia mu odpowiedniego wybiegu. Oprócz systematycznej i czasochłonnej pielęgnacji niezbędnej do utrzymania wystawowego wyglądu, borzoje wymagają także codziennej aktywności ruchowej, dzięki której utrzymują się w dobrej kondycji.

## Popularność
Popularność tej rasy w Polsce jest dość znaczna.

## Pozostałe informacje
W czasie rewolucji październikowej zginęły prawie wszystkie borzoje popularne w kręgach arystokracji rosyjskiej. Przetrwały tylko dzięki temu, iż część osobników tej rasy była hodowana w bogatych domach mieszczańskich Europy Zachodniej oraz USA. Po raz pierwszy borzoj został zaprezentowany na pierwszej wystawie Crufta w 1891 roku.